# Haus Kilver

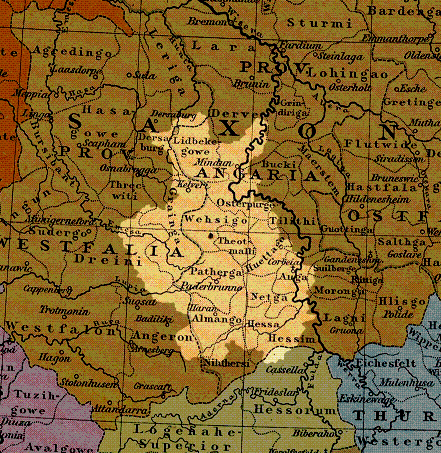
Karte mit Haus Kilver (Kelveri) im Herzogtum Sachsen um 1000 (Region OWL aufgehellt)

Das Haus Kilver ist ein erstmals 851 schriftlich belegter Herrensitz in Rödinghausen (Nordrhein-Westfalen). Der Herrensitz ist Namensgeber für die Orte Ostkilver und Westkilver.

## Gebäude
Das Haus Kilver ist nur teilweise im Ursprungszustand erhalten und wurde wohl mehrfach umgebaut oder erweitert. Es weist demnach keine homogene architektonische Bauform mehr auf. Das Haus Kilver war ursprünglich eine Wasserburg; ein Wassergraben ist nur an der Nordseite erhalten. Der Innenhof wird neben dem Wohngebäude an der Nord- und Ostseite von mehreren Wirtschaftsgebäuden gebildet, die dem landwirtschaftlichen Betrieb dienen. Diese sind teilweise als typisch westfälische Fachwerkhöfe ausgeführt. Im Innenhof weist ein Gebäude einen Uhrenturm auf.

## Geschichte
In den Sachsenkriegen (772 bis 804) unterwarfen die Franken unter Karl dem Großen die Engern unter ihrem Herzog Widukind. Die Franken setzten in den eroberten Gebieten Gaugrafen ein, die für sie das Gebiet von ihren Königshöfen aus verwalteten. Einer dieser Königshöfe war das Rödinghauser Haus Kilver (damals Villa Kilveri genannt), das 851 einige Jahrzehnte nach seiner mutmaßlichen Entstehung erstmals urkundlich erwähnt wurde und damit ältester schriftlich belegter Siedlungskern Rödinghausens ist. Ludwig der Deutsche schenkte in dieser Urkunde das Haus Kilver dem um 822 in Herford unter Ludwig dem Frommen gegründeten Frauenkloster.
Besitzer seit dem 14. Jahrhundert waren die Vinckes, die von 1771 bis 1820 auch das Gut Böckel besaßen und anfänglich auch das Gut Waghorst. 1818 kaufte August Friedrich Höpker, ein Kaufmann aus Lübbecke, das Haus von der in Konkurs geratenen Familie Vincke; seither gehört das Gut der Familie Höpker. Heute ist das Gut Kilver mit seinen gut 70 ha großen landwirtschaftlichen Nutzflächen, welche überwiegend verpachtet sind, neben dem Gut Böckel einer der größten landwirtschaftlichen Betriebe Rödinghausens. 

## Galerie

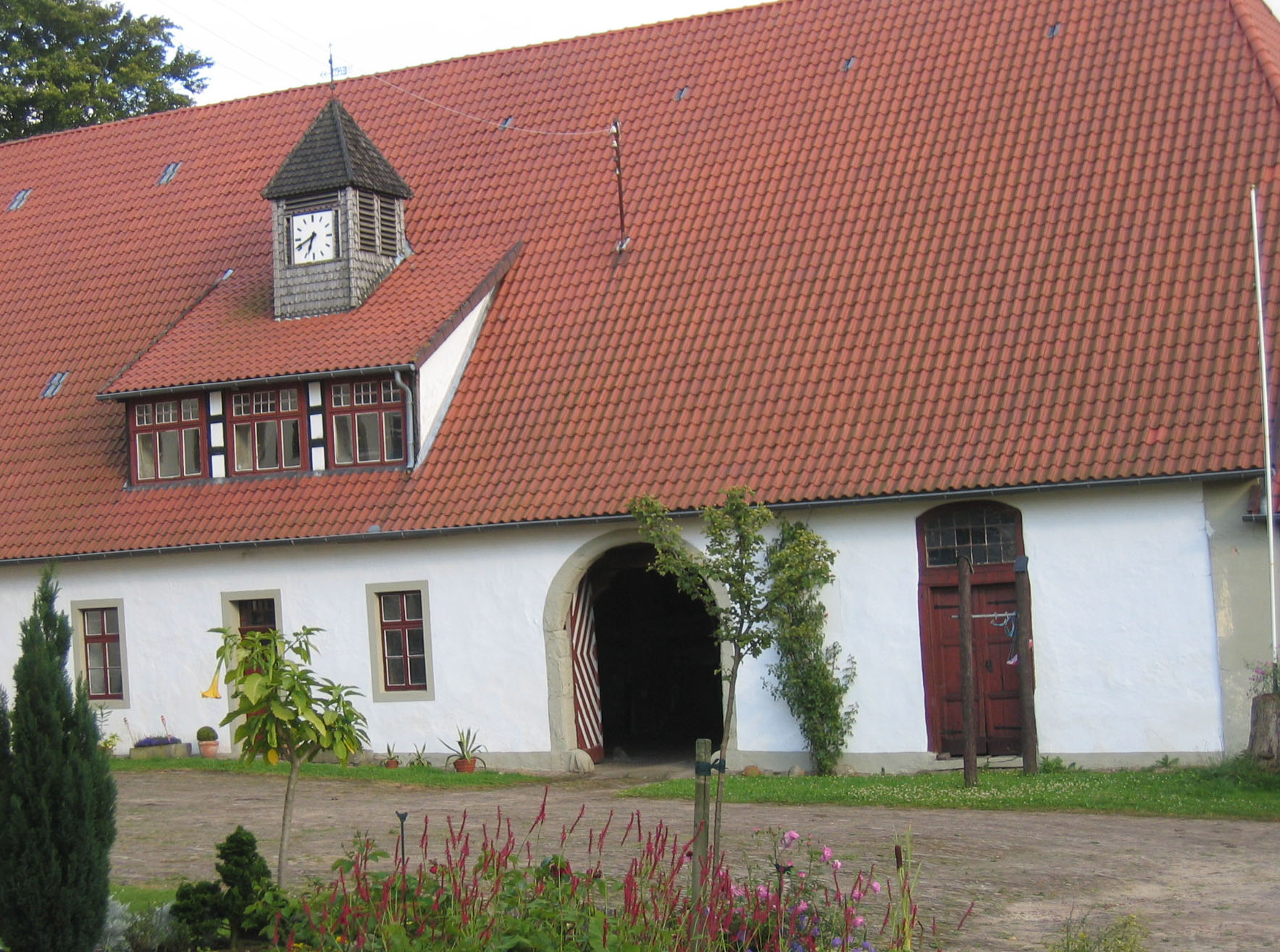
Innenhof
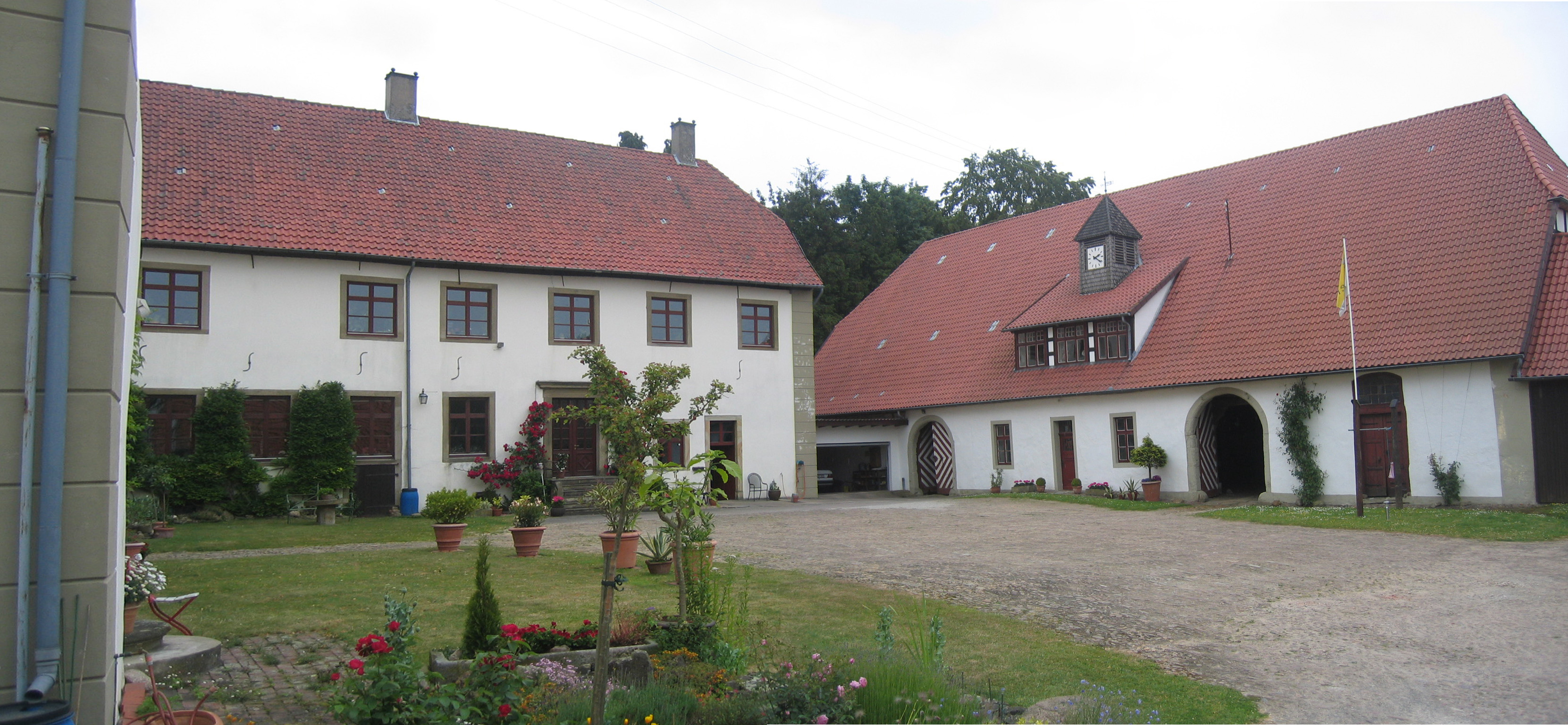
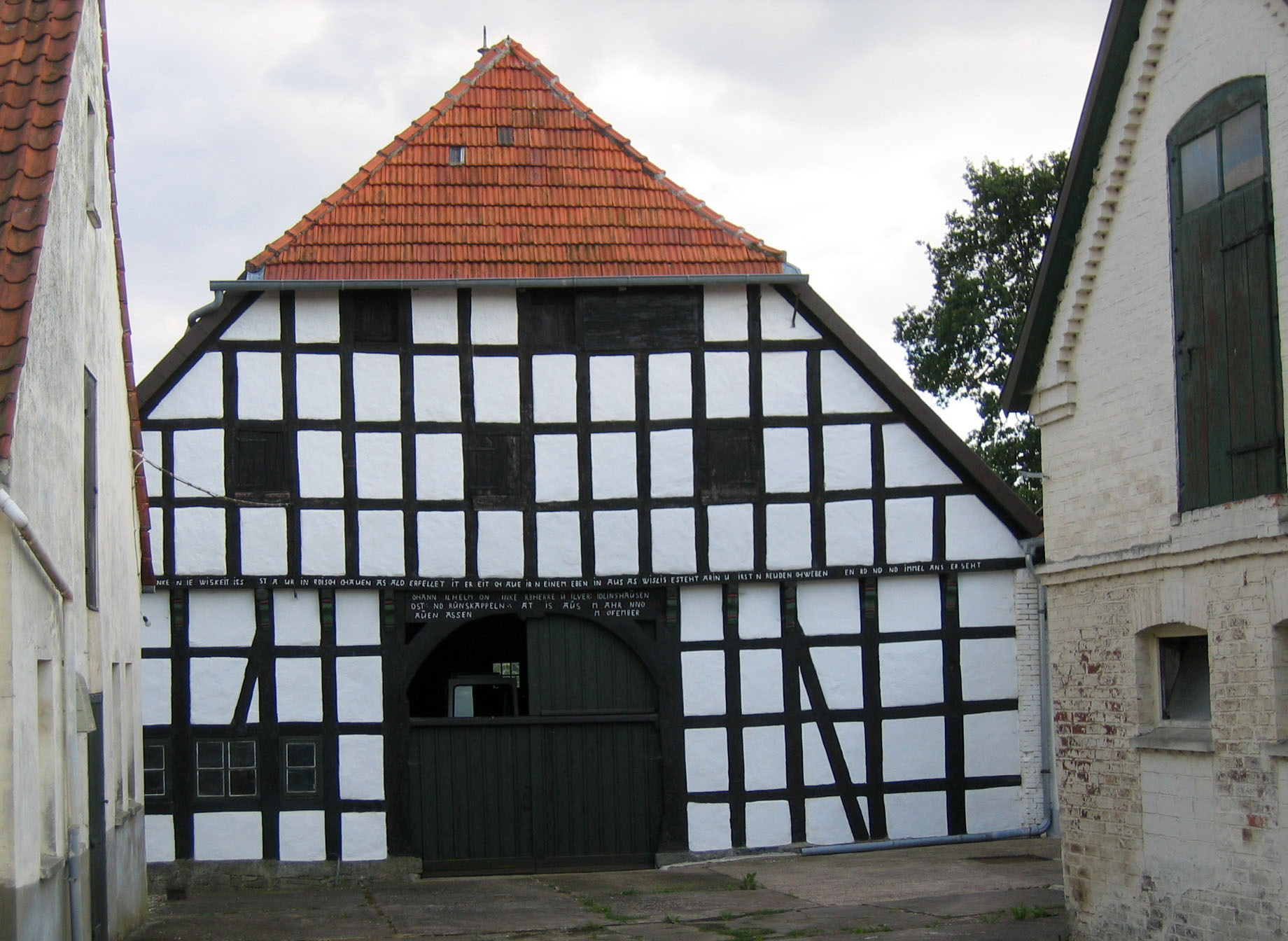
Wirtschaftsgebäude
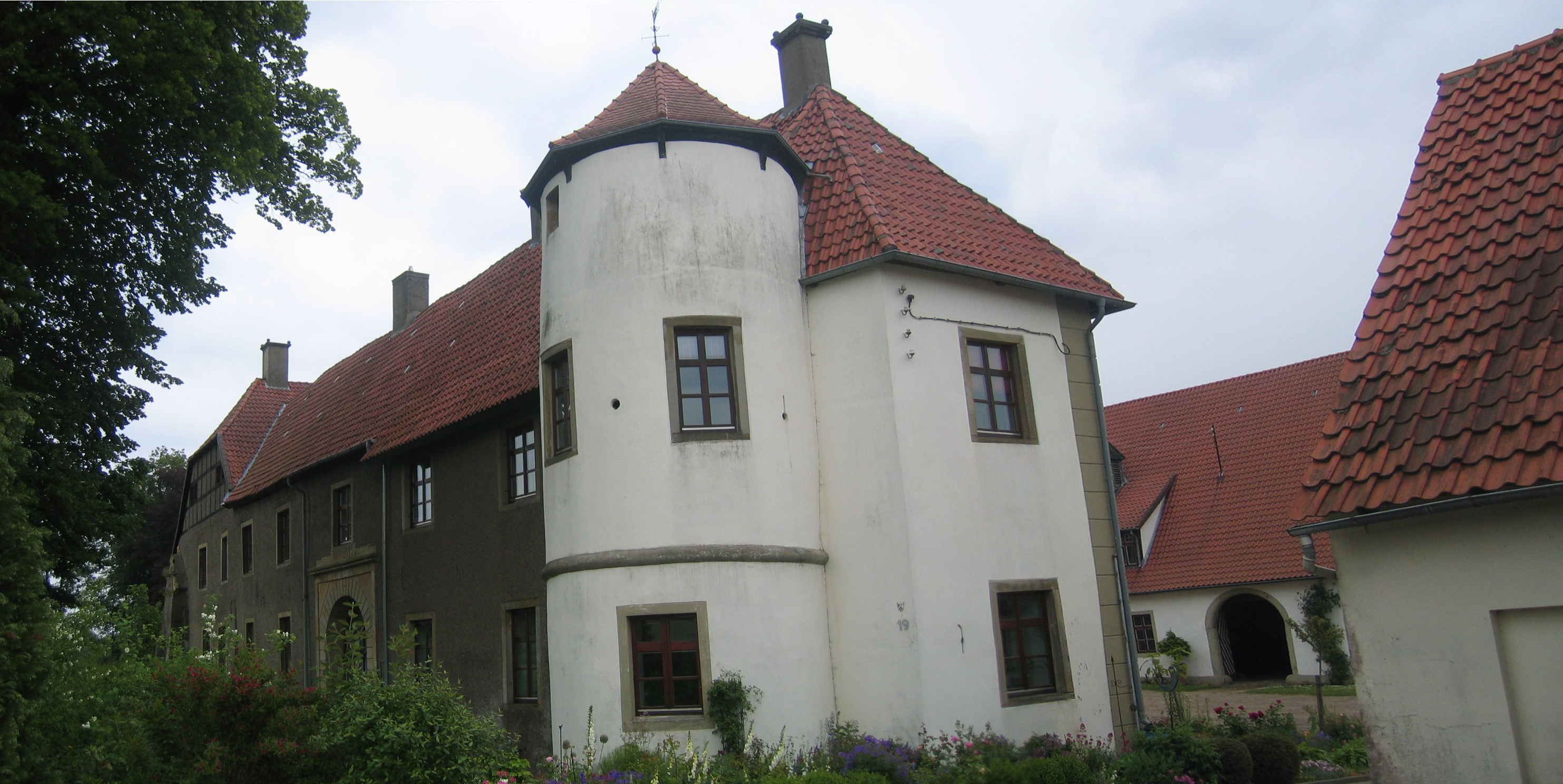